# Yokokawa station

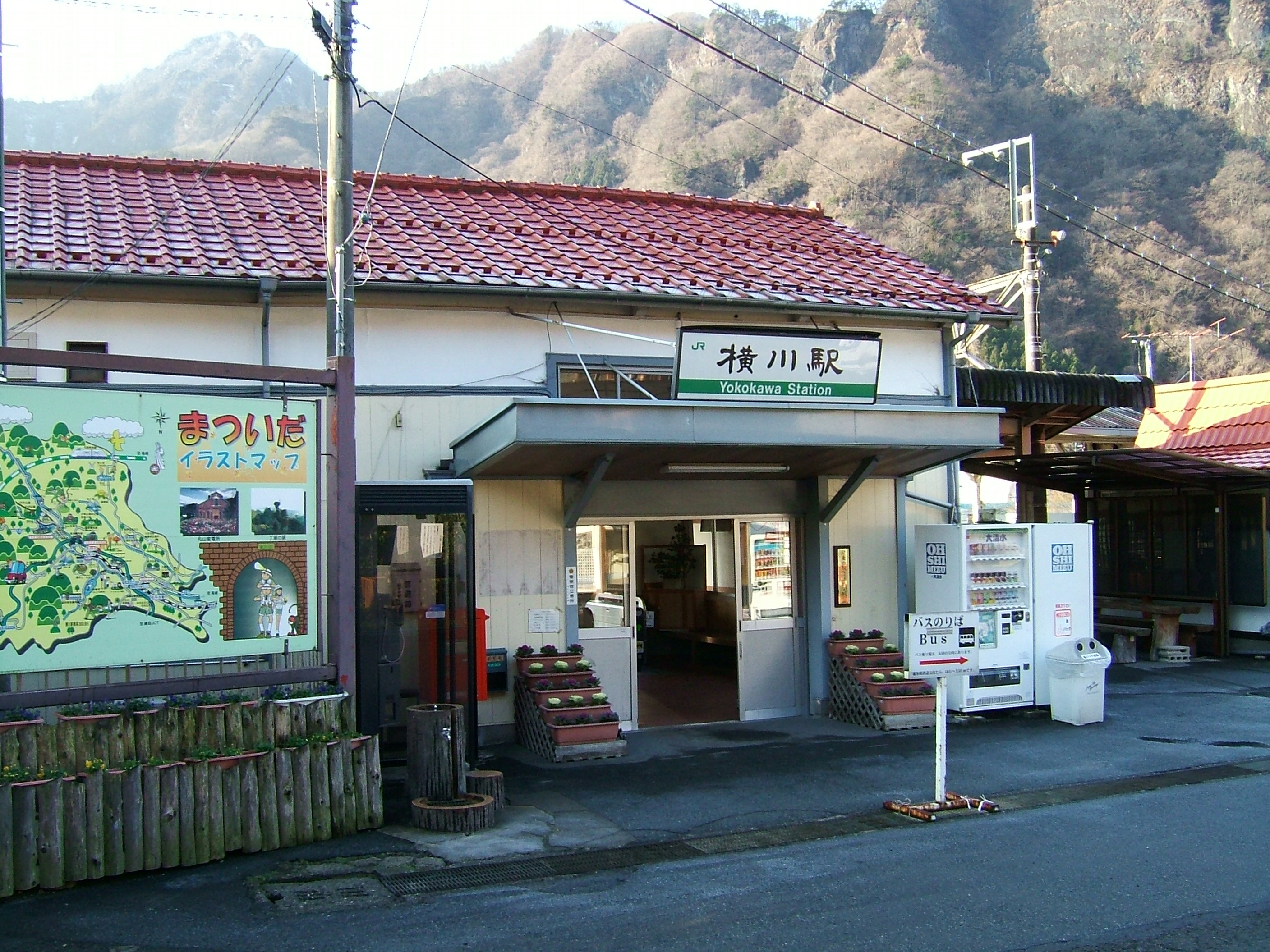
Järnvägsstationen Yokokawa

Yokokawa (横川駅 Yokokawa-eki) är en järnvägsstation  på Shinetsu-huvudlinjen i västra delen av Annaka, Gunma i sydöstra Japan. Linjen ägs och drivs av JR Higashi Nihon. 

## Linjer
Yokokawa är slutstation på en del av Shinetsu-huvudlinjen och ligger 29,7 km från linjens startpunkt i Takasaki.

## Stationens uppbyggnad
Stationen har två motsatta plattformar med gångbro till stationsbyggnaden. Det finns även ett tredje spår i mitten utan plattform.

## Historia
Yokokawa öppnades 1885 som slutstation för första etappen på en statlig järnvägslinje, senare kallad Shinetsu-huvudlinjen, mellan Takasaki och Niigata. År 1893 öppnade sträckan över Usuipasset till Karuizawa. Den delen av linjen som går över Usuipasset lades ned 1997 i samband med att Nagano Shinkansen, nuvarande Hokuriku Shinkansen, öppnades.